# Цешдорф
Цешдорф (нем. Zeschdorf) — община в Германии, в земле Бранденбург.
Входит в состав района Меркиш-Одерланд. Подчиняется управлению Лебус.  Население составляет 1347 человек (на 31 декабря 2010 года). Занимает площадь 40,32 км².
Коммуна подразделяется на 3 сельских округа.
| Год  | Население |
| ---- | --------- |
| 2005 | 1451      |
| 2010 | 1364      |